# Gemeentelijk Museum Melle
Het Gemeentelijk Museum Melle is een museum in de Belgische gemeente Melle in de provincie Oost-Vlaanderen. Het museum belicht de geschiedenis van de gemeente en van de in Melle geboren beeldhouwer Jules Vits. Het is ondergebracht in het voormalig gemeentehuis van de gemeente.

## Ontstaan
De Heemkundige Vereniging De Gonde gaf de impuls voor het ontstaan van het museum. Vanaf 1971 deden hun leden historisch onderzoek in verband met de gemeente en haar omgeving. In 1973 kreeg de vereniging een ruimte ter beschikking van het gemeentebestuur om voorwerpen te kunnen tentoonstellen. Uitbreiding van de collectie, de uitbouw van een archief en van een documentatiecentrum en de schenking van werken en gegevens rond de Melse beeldhouwer Jules Vits waren de aanleiding voor de uitbouw van het museum.

## Collectie
Van Jules Vits zijn een honderdtal plaasteren modellen en maquettes van beelden en monumenten te zien, ontwerpen voor gedenktekens van de Eerste Wereldoorlog en een buste in marmer uit Carrara. Naast enkele bekende personen uit het verleden van Melle en omgeving is hier een buste bewaard van Peerke Donders, ook de Nederlandse Pater Damiaan genoemd. Daarnaast  is er laatmiddeleeuws aardewerk tentoongesteld, oude gebruiksvoorwerpen, meubelstukken en werktuigen. Prominent aanwezig is een ruiterstatuette uit de 13e eeuw, circa 1 m hoog en afkomstig uit de site van het Dobbelslot in Gent. Hoogstwaarschijnlijk verwijst ze naar Zeger II van Viggezele, de schenker van de gronden van het Tempelhof.

## Activiteiten en ondersteunende verenigingen
Naast het organiseren van thematische tentoonstellingen biedt het museum ook gidsbeurten en de mogelijkheid voor schoolbezoeken. Daarnaast is in dit gebouw ook een gedeelte van het gemeentelijk archief bewaard dat beheerd wordt door het documentatiecentrum Melle. Het museum biedt ook ruimte aan de werking van de Heemkundige Vereniging De Gonde en aan de Werkgroep Genealogie Melle die mee steun verlenen aan de werking van het museum.

## Afbeeldingen

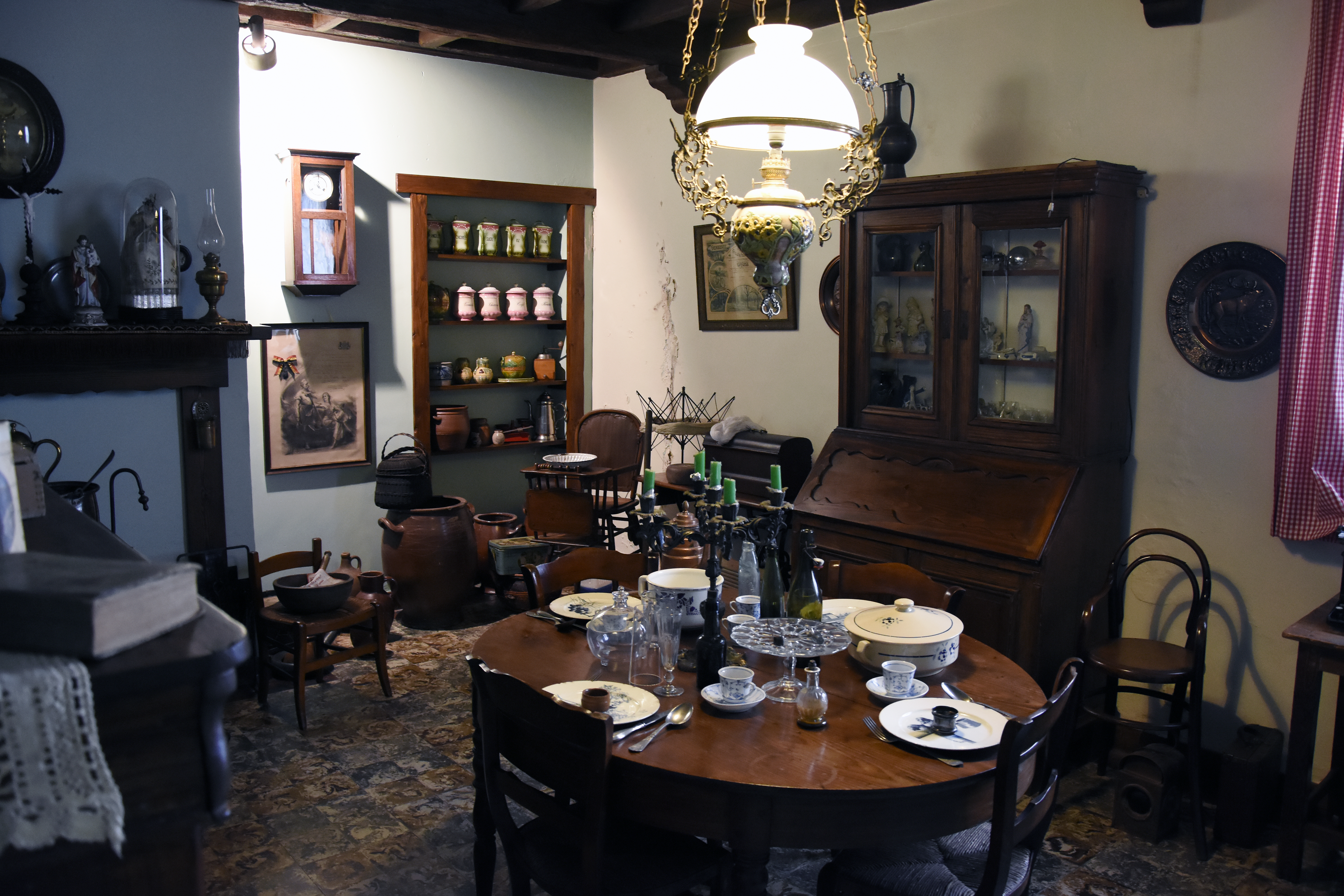
Een kamer in het museum
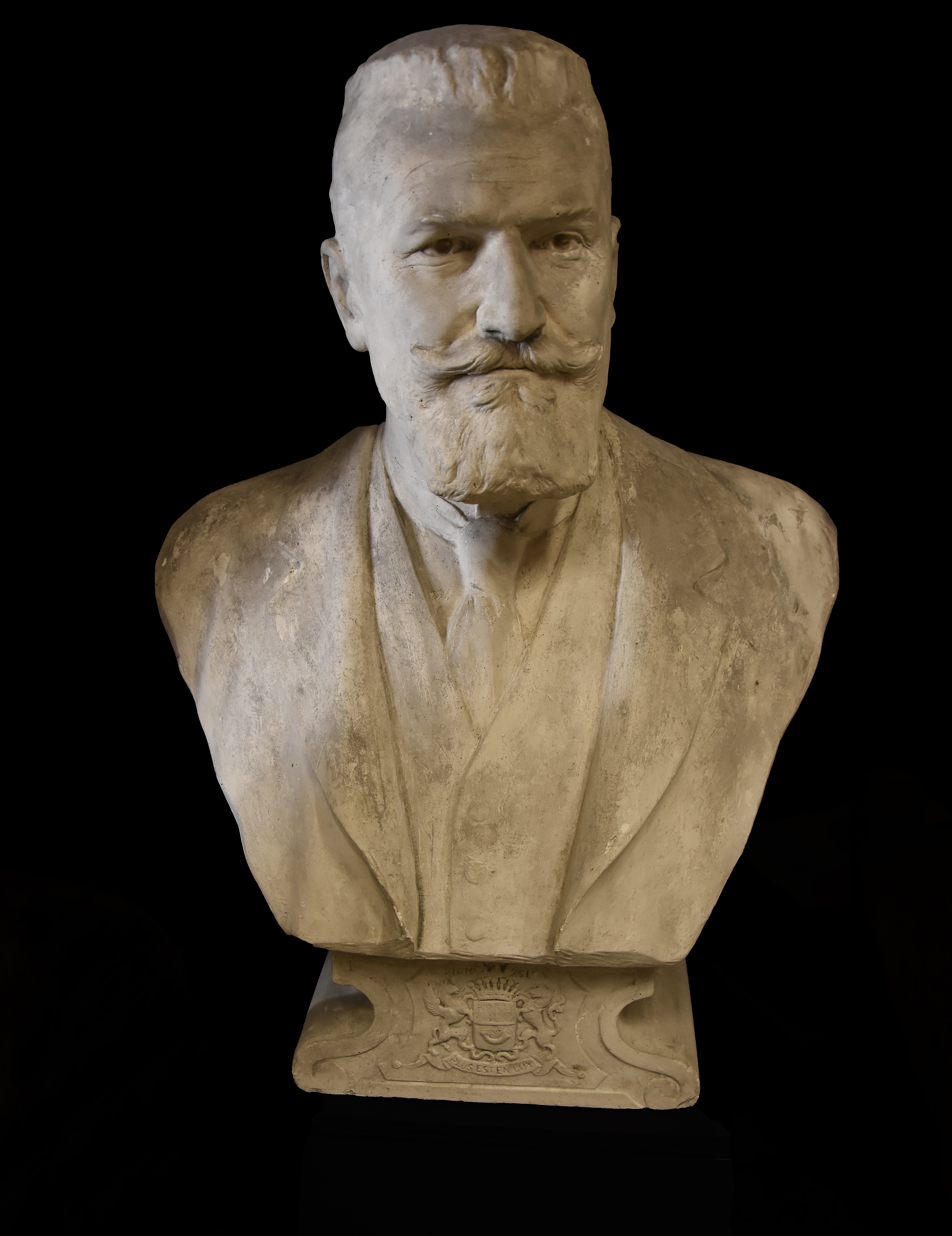
Leon van Pottelsberghe de la Potterie door Jules Vits
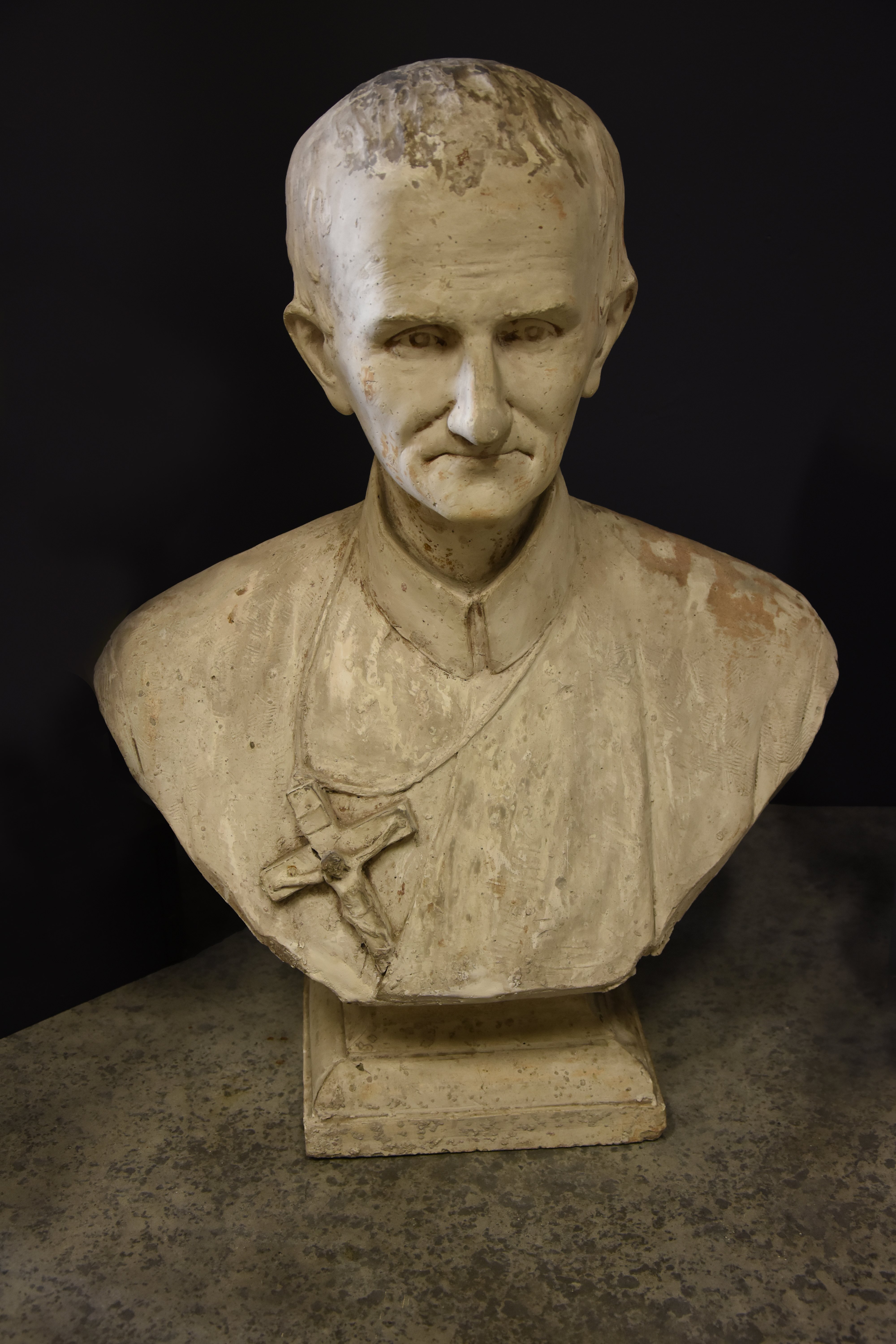
Buste van Peerke Donders door Jules Vits
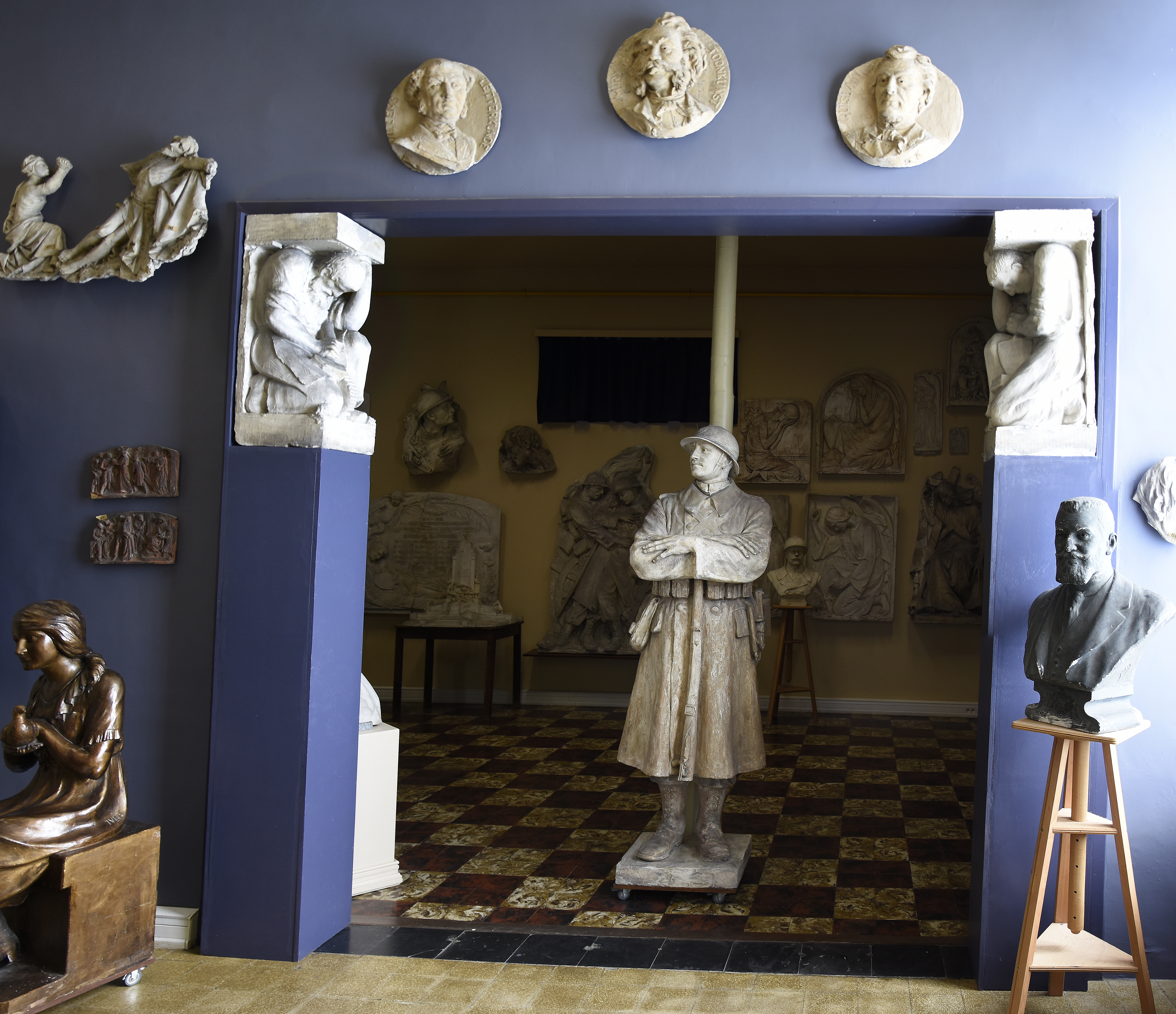
De tentoonstellingsruimte rond Jules Vits